# Dolichostoma puntarenensis
Dolichostoma puntarenensis är en tvåvingeart som först beskrevs av Townsend 1928.  Dolichostoma puntarenensis ingår i släktet Dolichostoma och familjen parasitflugor. Inga underarter finns listade i Catalogue of Life.